# Пауль Фрідріх Август Ашерсон
Пауль Фрідріх Август Ашерсон (нім. Paul Friedrich August Ascherson, 4 червня 1834 — 6 березня 1913) — німецький ботанік, історик, етнограф і лінгвіст.

## Біографія
Пауль Фрідріх Август Ашерсон народився в Берліні 4 червня 1834.
З 1850 року Пауль Фрідріх Август Ашерсон вивчав медицину в Берлінському університеті імені Гумбольдта.
З 1860 року він був асистентом у Ботанічному саду Берліна.
У 1863 році Пауль Фрідріх Август Ашерсон захищав докторську дисертацію з ботаніки та географії рослин.
У 1873 році він був призначений ад'юнкт-професором Берлінського університету імені Гумбольдта.
У 1877 році Пауль Фрідріх Август Ашерсон був обраний членом німецького товариства дослідників природи «Леопольдина».

## Наукова діяльність
Пауль Фрідріх Август Ашерсон спеціалізувався на папоротеподібних, насіннєвих рослинах і на мікології.

## Наукові праці
- «Studiorum phytogeographicorum de Marchia Brandenburgensis specimen». Dissertation, Берлин 1855.
- «Flora der Provinz Brandenburg, der Altmark und des Herzogthums Magdeburg». 1864[7].
- П. Ашерсон: «Der Berg Orjen an der Bocche di Cattaro». In: «Zeitschrift der Gesellschaft für Erdkunde zu Berlin». Band 3, Берлин 1868, S. 319—336.
- П. Ашерсон: «Beitrag zur Flora Dalmatiens. In: Österreichische botanische Zeitschrift». Band 19, 1869, S. 65–70.
- разом з Paul Graebner: «Synopsis der mitteleuropäischen Flora». 1896–1939 (unvollendet)[8].
- разом з Paul Graebner: «Das Pflanzenreich Potamogetonaceae». 1907.
- разом з Paul Graebner: «Flora des nordostdeutschen Flachlandes (außer Ostpreußen)». 1898–1899.
- разом з Agost Kanitz: «Catalogus Cormophytorum et Anthophytorum Serbiae». 1877.
- разом з Georg August Schweinfurth: «Illustration de la flore d'Egypte». 1887, Supplement 1889.